# 節莖曲柄蘚
節莖曲柄蘚（学名：Campylopus umbellatus）为曲尾蘚科曲柄蘚屬下的一个种。其种加词“umbellatus”意为“伞形的”。